# Bucklandiella affinis
Bucklandiella affinis là một loài Rêu trong họ Grimmiaceae. Loài này được (Schleich. ex F. Weber & D. Mohr) Bednarek-Ochyra & Ochyra mô tả khoa học đầu tiên năm 2003.

## Hình ảnh

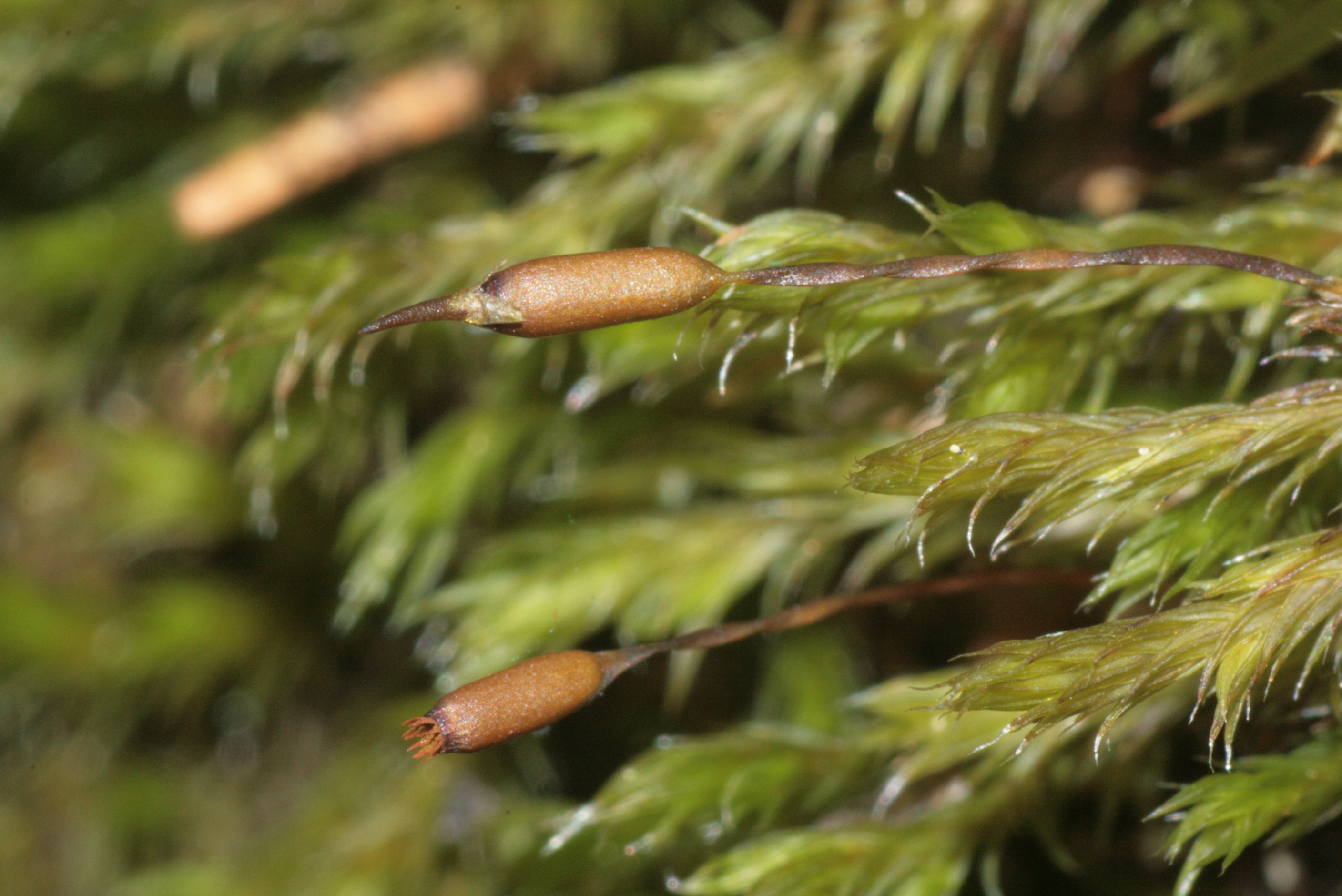
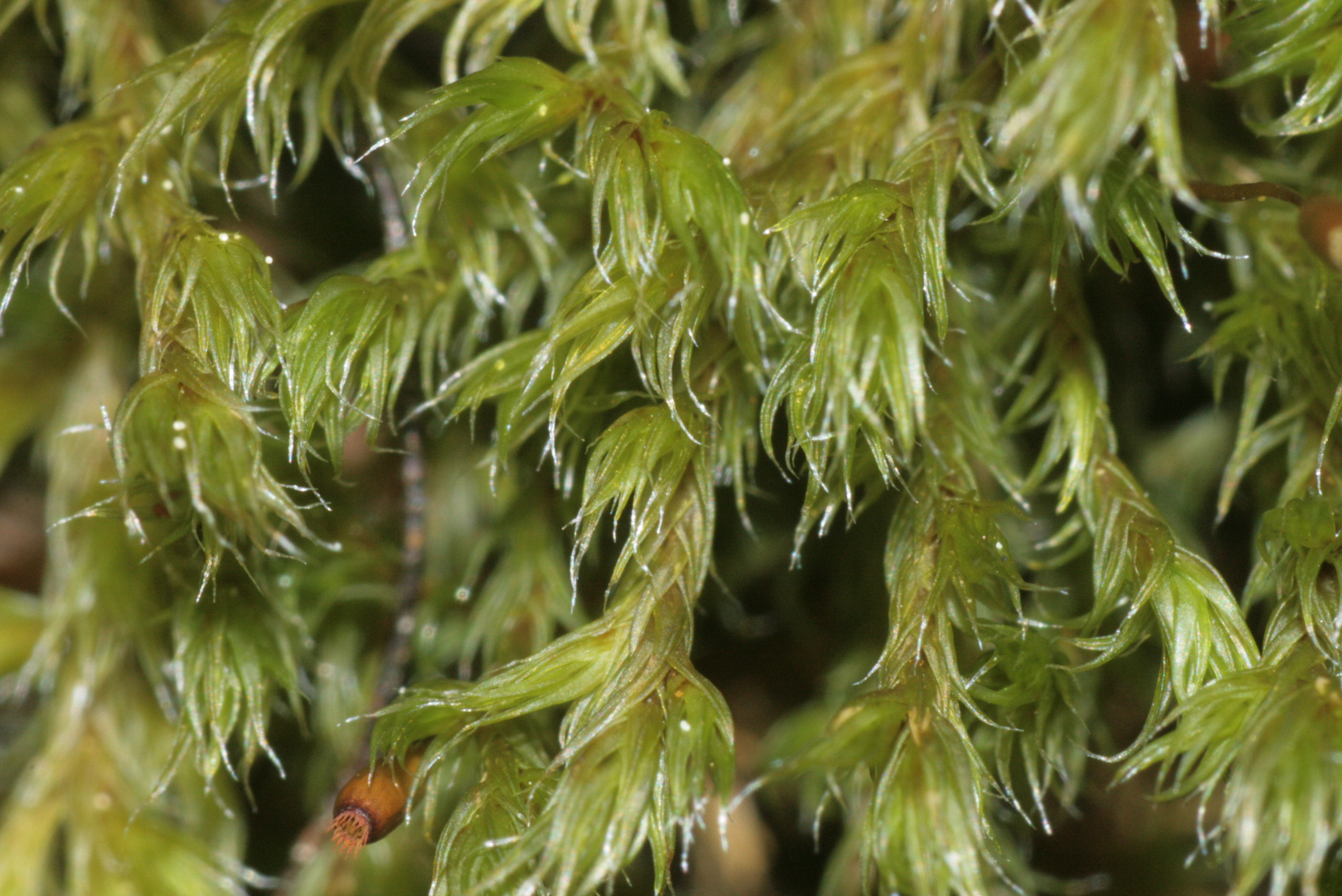
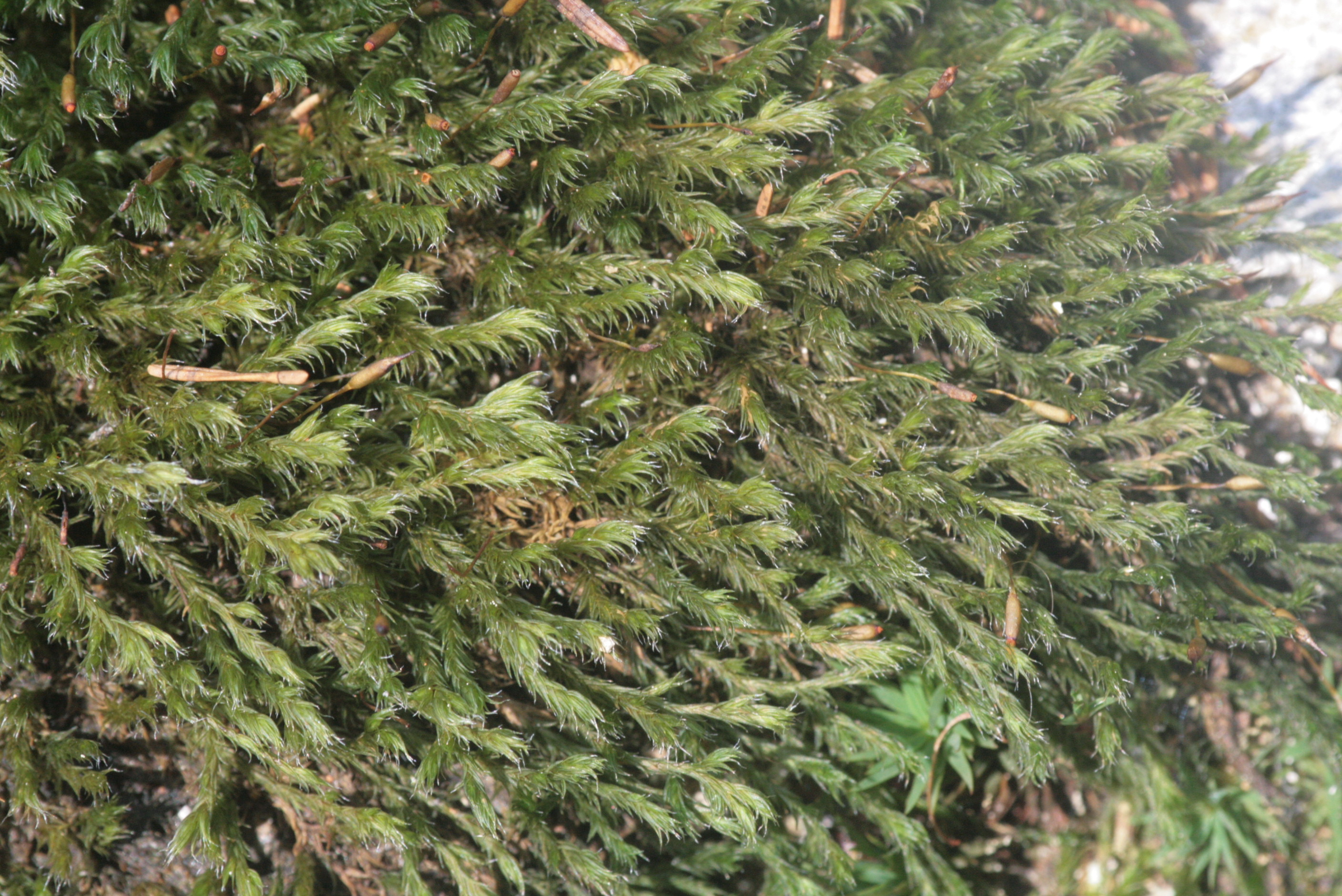
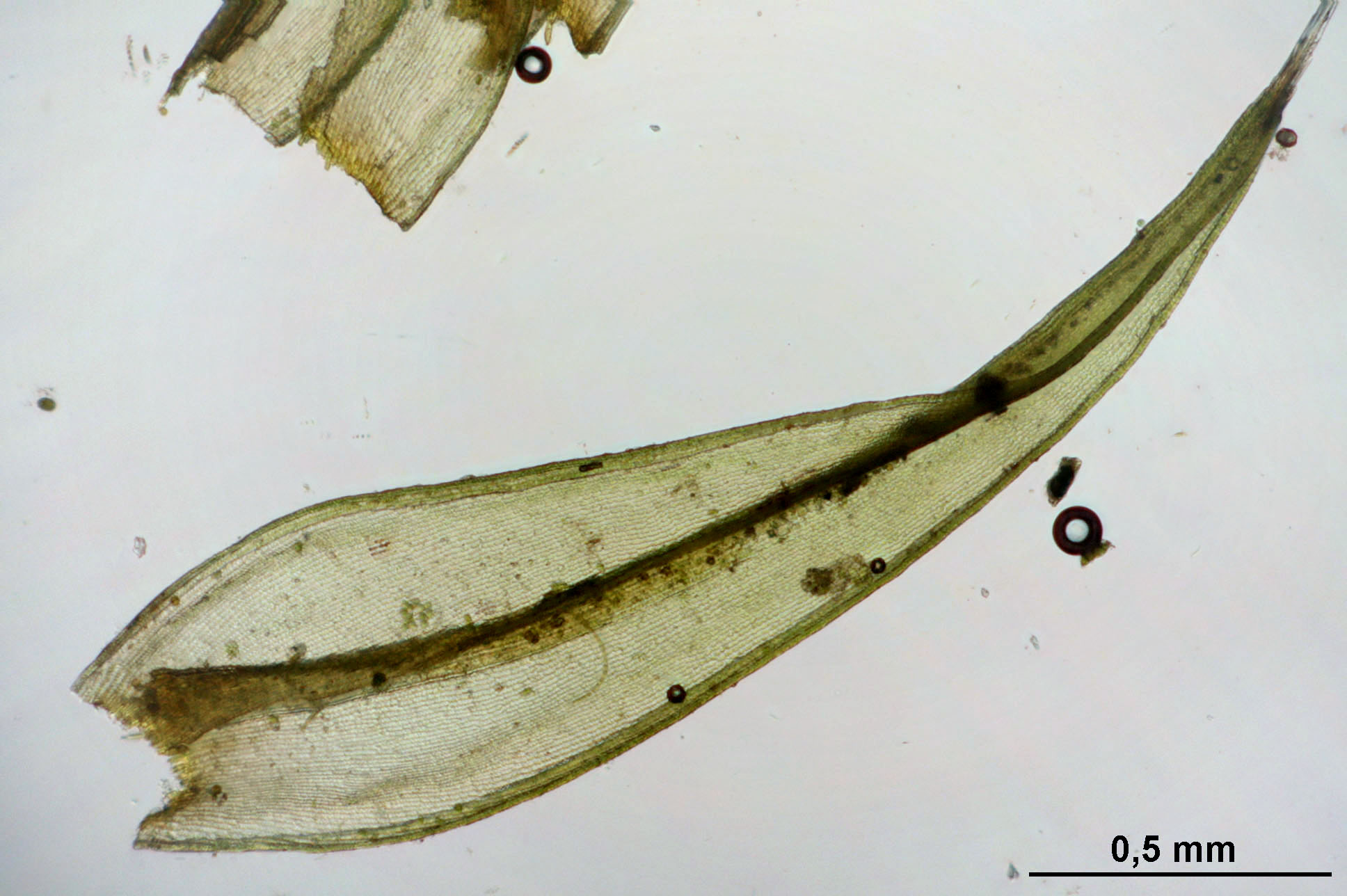